# Апостольский нунций в Сирии
Апостольский нунций в Сирийской Арабской Республике — дипломатический представитель Святого Престола в Сирии. Данный дипломатический пост занимает церковно-дипломатический представитель Ватикана в ранге посла. Апостольская нунциатура в Сирии была учреждена на постоянной основе 21 февраля 1953 года.
В настоящее время Апостольским нунцием в Сирии является кардинал Марио Дзенари, назначенный Папой Бенедиктом XVI 30 декабря 2008 года.

## История
Апостольская делегатура существует в Дамаске с XVIII века. В течение долгого времени они держали этот пост с постом апостольского викария Алеппо.
Дипломатические отношения между Святым Престолом и Сирией были официально установлены 21 февраля 1953 года, когда была учреждена Апостольская интернунциатура в Сирии, бреве «Ubicumque gentium» папы римского Пия XII.
Апостольская нунциатура в Сирии была учреждена на постоянной основе 2 февраля 1966 года, бреве «Quam sedem» папы римского Павла VI. Резиденцией апостольского нунция в Сирии является Дамаск — столица Сирии. 

## Апостольские нунции в Сирии

### Апостольские делегаты
- Алоизио Гандольфи, C.M. — (11 августа 1815 — 25 августа 1825, до смерти);
- Жан-Батист Овернь — (март 1833 — 14 сентября 1836, до смерти);
- Джузеппе Анджело ди Фацио, O.F.M. Cap. — (15 декабря 1837 — 13 декабря 1838, до смерти);
- Франсиско Вильярдель, O.F.M. — (8 марта 1839 — 19 июня 1852, до смерти);

...
- Луиджи Пьяви, O.F.M. — (13 ноября 1876 — 28 августа 1889 — назначен латинским патриархом Иерусалима);
- Гауденцио Бонфильи, O.F.M. — (19 августа 1890 — 25 февраля 1896 — назначен апостольским делегатом в Египте);
- Пьетро Гонсалес Карло Дюваль, O.P. — (25 февраля 1896 — 31 июля 1904, до смерти);
- Фредиано Джаннини, O.F.M. — (16 января 1905 — 1936 — назначен вице-камерленго Апостольской Палаты);
- Реми-Луи Лепретр, O.F.M. — (18 марта 1936 — 7 мая 1947, в отставке).

### Апостольские интернунции
- Паоло Паппалардо — (19 марта 1953 — 1958 — назначен официалом Государственного секретариата Ватикана);
- Луиджи Пунцоло — (10 января 1962 — 2 февраля 1966 — назначен про-нунцием).

### Апостольские нунции
- Луиджи Пунцоло — (2 февраля 1966 — 2 октября 1967 — назначен апостольским администратором Веллетри);
- Раффаэле Форни — (17 июня 1967 — 19 сентября 1969, в отставке);
- Ашиль Мари Жозеф Глорьё — (19 сентября 1969 — 3 августа 1973 — назначен апостольским про-нунцием в Египте);
- Амелио Поджи — (26 сентября 1973 — 23 декабря 1974, до смерти);
- Анджело Педрони — (15 марта 1975 — 6 июля 1983 — назначен апостольским нунцием в Бельгии и Люксембурге);
- Никола Ротунно — (30 августа 1983 — 8 декабря 1987 — назначен официалом Государственного секретариата Ватикана);
- Луиджи Аккольи — (17 июня 1988 — 18 февраля 1993, в отставке);
- Пьерджакомо де Николо — (11 февраля 1993 — 21 января 1999 — назначен апостольским нунцием в Швейцарии и Лихтенштейне);
- Диего Каузеро — (31 марта 1999 — 10 января 2004 — назначен апостольским нунцием в Чехии);
- Джованни Баттиста Морандини — (6 марта 2004 — 30 декабря 2008, в отставке);
- Марио Дзенари — (30 декабря 2008 — по настоящее время).